# Déclaration préalable de travaux
La déclaration préalable de travaux est, en France, une procédure officielle obligatoire concernant les « constructions, travaux, installations et aménagements non soumis à permis de construire comprenant ou non des démolitions » Il s'agit en fait d'une forme simplifiée du permis de construire et du permis d'aménager, applicable aux petits projets.

## Historique
La déclaration préalable de travaux succède à la "déclaration de travaux" originelle, instituée au milieu des années 1980.

## Définition
La réglementation du permis de construire a été profondément réformée par l'ordonnance du 8 décembre 2005 et le décret d'application du 5 janvier 2007, entrés en vigueur le 1er octobre 2007. Son champ d'application a été augmenté par le décret n° 2011-1771 du 5 décembre 2011 relatif aux formalités à accomplir pour les travaux sur constructions existantes, entré en vigueur le 1er janvier 2012.
La déclaration préalable succède, depuis la réforme de 2007, à l'ancienne déclaration de travaux codifiée à l'ancien article R. 422-2 du code de l'urbanisme par le décret no 86-514 du 14 mars 1986 modifiant le code de l'urbanisme et relatif à diverses simplifications administratives en matière d'urbanisme, entré en vigueur le 1er mai 1986.
Selon l'article R. 421-14 d) du code de l'urbanisme, les travaux nécessaires à la réalisation d'une opération de restauration immobilière sont toujours soumis à permis de construire, quelles que soient leurs caractéristiques et leur importance.

### Champ d'application
À compter du 1er mars 2012, les surfaces exprimées en SHON ou SHOB ont été considérées comme exprimées en surface de plancher.

#### Constructions
La déclaration préalable de travaux est exigée :
Pour les constructions nouvelles, dans les cas prévus aux articles R. 421-9 à R. 421-12 du code de l'urbanisme (habitation légère de loisirs, clôture, mur, piscine, éolienne, antenne de radiotéléphonie, panneau solaire au sol, châssis, etc.), en fonction de leur nature et seuils de dimensions qui varient selon leur situation dans une zone protégée ou non, à savoir : le périmètre d'un site patrimonial remarquable défini en application de l'article L. 631-1 du code du patrimoine, les abords d'un monument historique définis à l'article L. 621-30 du code du patrimoine, un site classé ou en instance de classement en application des articles L. 341-2 et L. 341-7 du code de l'environnement, le cœur d'un parc national ou un espace prévu pour le devenir en application de l'article L. 331-2 du code de l'environnement ou une réserve naturelle créée en application de l'article L. 332-1 du code de l'environnement.
Pour les constructions existantes, dans les cas prévus aux articles R. 421-17 et R. 421-17-1 (ravalement) du code de l'urbanisme, à l'exception des travaux d'entretien (repeindre de la même couleur, etc.) ou de réparations ordinaires (réparer une gouttière, etc.), à savoir :
- Modification de l'aspect extérieur d'un bâtiment existant, à l'exception des travaux de ravalement prévus à l'article R. 421-17-1 ;
- Transformation en surface de plancher de la construction, de plus de 5 m2 de surface close et couverte, mais initialement non constitutive de surface de plancher, selon les déductions de l'article R. 112-2 du code de l'urbanisme précisées par l'article 2 de la circulaire du 3 février 2012 relative au calcul de la surface de plancher (transformation de garage ou locaux techniques nécessaires au fonctionnement de l'immeuble, hauteur sous plafond portée à plus de 1,80 m y compris par suppression d'un escalier, etc.).
- Travaux qui ont pour effet la création soit d'une emprise au sol, soit d'une surface de plancher strictement supérieure à 5 m2, et qui ne créent pas, cumulativement, une emprise au sol et une surface de plancher strictement supérieures à 20 m2. À compter du 1er janvier 2012, ce seuil est porté à 40 m2 pour les projets situés en zone urbaine d'un plan local d'urbanisme ou d'un document d'urbanisme en tenant lieu, à condition que l'emprise ou la surface, de 20 m2 à 40 m2 créée, ne conduise pas la surface finale de toute la construction à dépasser l'un des seuils (150 m2 pour les constructions non agricoles, si c'est réalisé pour soi-même) fixés à l'article R. 431-2 du code de l'urbanisme, exigeant alors le recours à un architecte (selon Service Public, le passage de 20 m2 à 40 m2 serait indiqué seulement pour les extensions) ;
- Travaux susceptibles de modifier l'état des éléments d'architecture (escalier, cave voûtée, etc.) et de décoration, immeubles par nature ou par destination (effets mobiliers attachés à perpétuelle demeure) au sens des articles 524 et 525 du code civil (plafond peint, sculpture, boiseries, cheminée, etc.), lorsque ces éléments extérieurs (pouvant être concernés par le 1er cas ci-dessus ou R. 421-17-1 du code de l'urbanisme) ou intérieurs sont protégés par le plan de sauvegarde et de mise en valeur d'un site patrimonial remarquable (par les articles L. 631-4 c) et L. 632-1 du code du patrimoine et L. 313-1.III du code de l'urbanisme) et, pendant la phase de mise à l'étude de ce plan, tous les travaux susceptibles de modifier l'état de toutes les parties intérieures du bâti, situés dans le périmètre d'étude de ce plan ;
- Travaux ayant pour effet de modifier ou de supprimer un élément d'une construction (sic), que le plan local d'urbanisme ou un document d'urbanisme en tenant lieu, a identifié comme présentant un intérêt culturel, historique, architectural, mais aussi écologique, en application des articles L. 151-19 ou L. 151-23 du code de l'urbanisme ;
- Travaux sur un territoire non couvert par un plan local d'urbanisme ou par un document d'urbanisme en tenant lieu, ayant pour effet de modifier ou de supprimer un élément d'une construction (sic), identifié comme présentant un intérêt culturel, historique, architectural, mais aussi écologique, par délibération du conseil municipal après enquête publique, en application de l'article L. 111-22 du code de l'urbanisme.

Selon l'article R. 421-17-1 du code de l'urbanisme, à compter du 1er avril 2014, les ravalements ne sont plus soumis à déclaration préalable que dans les communes, ou périmètres délimités, où l'organe délibérant d'une commune ou d'un établissement public de coopération intercommunale a décidé de soumettre ces travaux à autorisation, ainsi que dans les cinq zones protégées mentionnées ci-dessus pour les travaux de construction nouvelles,  dans les sites inscrits en application de l'article L. 341-1 du code de l'environnement et sur les immeubles protégés pour des motifs d'ordre culturel, historique ou architectural, voire écologique, en application des articles L. 151-19 ou L. 151-23 du code de l'urbanisme.

#### Aménagements
Les travaux, installations et aménagements, autres que ceux exécutés sur des constructions existantes, mentionnés aux articles R. 421-23 à R. 421-25 du code de l'urbanisme doivent faire l'objet d'une déclaration préalable d'aménagement (selon certains seuils, pour les lotissements, divisions, affouillements, campings, caravanes, etc.).

## Instruction de la déclaration
Le dépôt de la déclaration préalable de travaux s'effectue à la mairie du lieu de la propriété. 
Lors du dépôt de la déclaration, l'administration dispose d'un délai de 1 mois pour déterminer si le dossier est complet ou, s'il est incomplet, réclamer les pièces manquantes, par lettre recommandée avec accusé de réception. Dans ce cas, l'intéressé a 3 mois pour compléter son dossier, à défaut de quoi la demande est rejetée implicitement avant son instruction. 
Plusieurs déclarations préalables peuvent être déposées en même temps sur une même propriété et, lorsque c'est par une même personne, à condition que la combinaison de leurs champs d'application ne nécessite pas un permis de construire.
Le dossier de déclaration comporte les documents mentionnés aux articles R. 431-35 et suivants du code de l'urbanisme, tels qu'un formulaire CERFA renvoyant notamment à la production des éléments nécessaires au calcul des impositions, le plan de situation du terrain, sa surface, le "plan de masse" des constructions à édifier ou à modifier sur le terrain coté, le cas échéant dans les trois dimensions, une notice sur la nature des travaux, une représentation de l'aspect extérieur de la construction avant et après (photographies, représentation voire perspective d'insertion, etc.) et s'il y a lieu, la surface de plancher, les plans de coupe, façade et toiture avant et après, une demande de dérogation ou le récépissé du dépôt de permis de démolir si les démolitions du gros œuvre sont « substantielles », etc.
D'autres renseignements administratifs sont aussi parfois indispensables, notamment en raison de la situation du projet ou de sa destination, il faut alors se renseigner auprès des services compétents : le service d'urbanisme de la mairie, services préfectoraux, service départemental de l'architecture et du patrimoine, le gestionnaire de voirie... On peut rechercher le cas échéant des renseignements plus techniques sur la prévention des risques, l'hydrologie, le sous-sol ou les anciennes carrières (à Paris à l'Inspection Générale des Carrières).
La déclaration préalable a pour objet d'assurer le contrôle de divers textes réglementaires applicables localement, le plan local d'urbanisme (P.L.U.), le site patrimonial remarquable ou la carte communale, ainsi que, dans certains cas, le règlement des lotissements ou le plan de prévention des risques.
La déclaration est examinée par le service d'urbanisme de la mairie ou par les services préfectoraux dans les communes non dotées d'un P.L.U., pour vérification de la conformité de la demande avec les divers règlements. Parallèlement, le dossier peut être soumis à l'avis des divers services ou commissions compétents à l'échelon local ou départemental, notamment l'architecte des bâtiments de France.

### Décision
La décision est tacite, lorsqu'aucune réponse formelle n'est notifiée au demandeur à l'échéance du délai légal d'instruction de un mois, ou de deux mois lorsqu'un service extérieur doit être consulté.
Dès l'obtention de la décision, la déclaration est publiée en mairie (affichage administratif) pour deux mois. Le préfet dispose d'un délai de deux mois pour contester la légalité d'une déclaration de travaux, lorsqu'elle est délivrée par le Maire dans une commune dotée d'un document d'urbanisme, au titre de son contrôle de légalité. De même, pendant deux mois à compter de son affichage sur le terrain, sa légalité peut être contestée par un tiers, par recours gracieux auprès du signataire de l'acte, ou par recours contentieux devant le tribunal administratif. Il est donc prudent de ne pas entreprendre les travaux avant l'achèvement de cette période de recours.
Selon l'article R. 424-17 du code de l'urbanisme, la durée de validité de la déclaration préalable est de 3 ans (ref.) Elle est également périmée si, passé ce délai, le chantier est interrompu en cours de travaux pendant plus d'un an, ou éventuellement suspendue pendant la durée d'un recours contentieux. Elle peut être prorogée deux fois, pour une année chacune, selon les modalités des articles R. 424-21 à 23 du code de l'urbanisme.
À l'achèvement des travaux doit également être déposé en mairie un formulaire de déclaration attestant l'achèvement et la conformité des travaux (DAACT). Les services compétents peuvent alors provoquer une visite pour vérifier la conformité de la réalisation dans les trois mois suivant son dépôt.

### Affichage

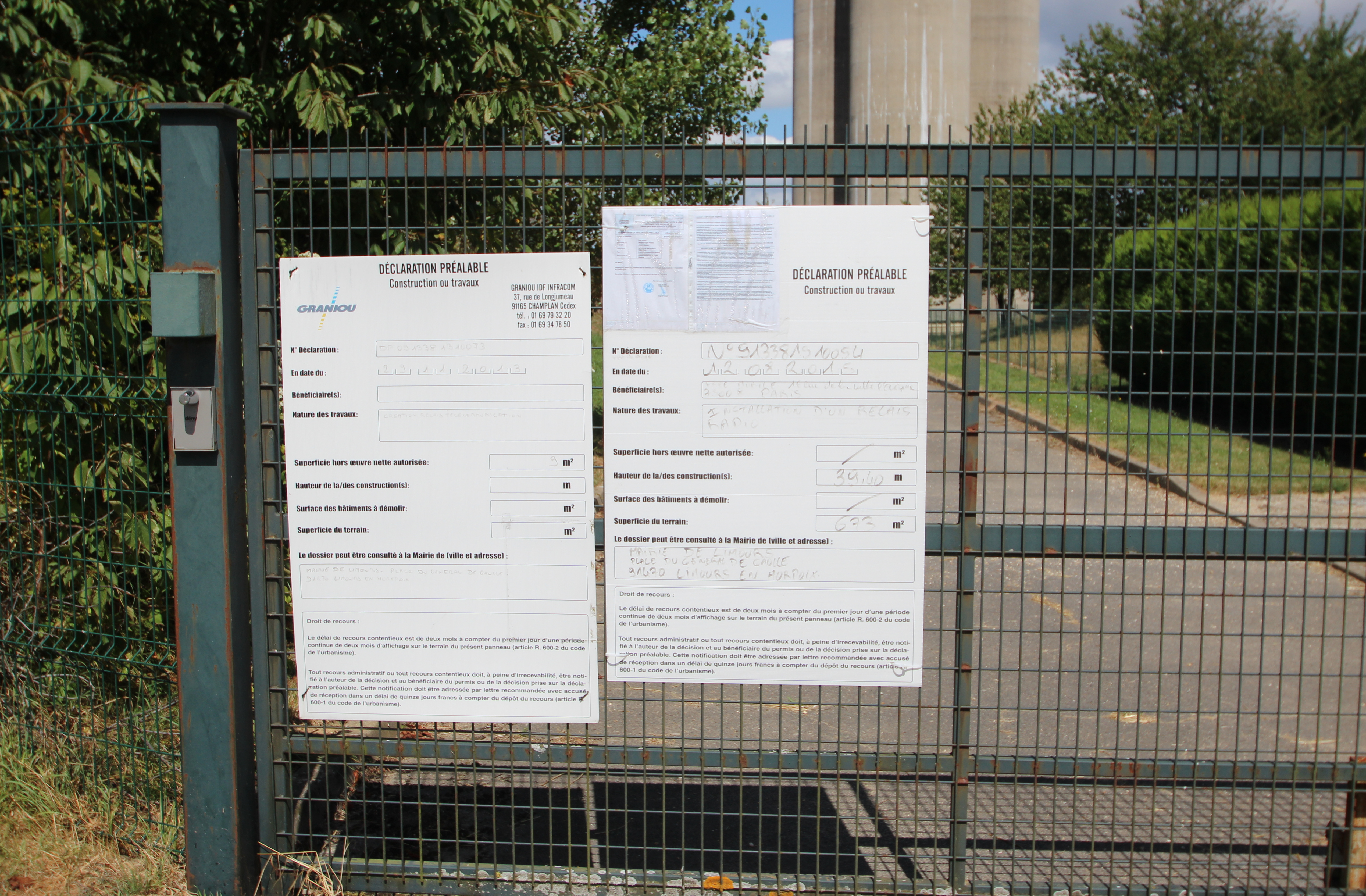
Panneau sur le château d’eau de Limours

Le demandeur procède à l'affichage de la décision de non-opposition à la déclaration préalable ou, si elle est tacite, du récépissé de dépôt de la demande prévu à l'article R. 423-3 du code de l'urbanisme ou de l'attestation de décision tacite prévue à l'article R. 424-13 dudit code, sur le terrain de manière lisible depuis l'espace public et pendant toute la durée du chantier, en l'assortissant de mentions obligatoires, prévues aux articles R. 424-15 et A 424-15 du code de l'urbanisme. La mention concernant la date d'affichage en mairie n'a été rendue obligatoire que du 1er juillet 2017 au 3 juin 2018 et celle relative au nom de l'architecte auteur du projet, également rendu obligatoire à compter du 1er juillet 2017, ne concerne que le cas échéant les déclarations préalables, puisque le recours à un architecte n'est pas obligatoire pour celles-ci. À défaut d'affichage de la décision sur le terrain, le délai de recours contentieux de 2 mois ne court pas, mais expire néanmoins six mois après l'achèvement de la construction ou de l'aménagement selon l'article R. 600-3 du code de l'urbanisme, achèvement qui sauf preuve contraire, correspond à la date de réception par la ville de la déclaration d'achèvement des travaux mentionnée à l'article R. 462-1 dudit code.

## Coût
L'instruction de la déclaration préalable de travaux (autorisation administrative) proprement dite est gratuite. 
En revanche, les frais d'établissement du dossier de cette déclaration par un professionnel (maître d'œuvre et notamment architecte ou géomètre-expert) sont à négocier avec celui-ci. À noter cependant que le recours à l'architecte n'est pas obligatoire, mais préférable, pour réaliser le dossier d'une déclaration préalable de travaux.
Par contre, le fait de modifier ou d'étendre une construction peut donner lieu à l'acquittement de taxes d'urbanisme au profit de la commune et du département : la taxe locale d'équipement devenue, à compter du 1er mars 2012, la taxe d'aménagement, payable en deux fois 12 mois et 24 mois après l'obtention de la déclaration préalable, et en Île-de-France la taxe pour création de bureaux, commerces ou entrepôts (TCBCE).

### Formulaires à télécharger
- [PDF]  n° Cerfa 13404*06
- [PDF]  n° Cerfa 13703*06
- [PDF]  n° Cerfa 13702*05